# Liste des monuments historiques protégés en 1973
Cet article recense les monuments historiques français classés ou inscrits en 1973.

## Protections
| Édifice                                                     | Commune                        | Département          | Région                     | Protection | Base Mérimée                         | Coordonnées                         | Image             |
| ----------------------------------------------------------- | ------------------------------ | -------------------- | -------------------------- | ---------- | ------------------------------------ | ----------------------------------- | ----------------- |
| Maison du Vachat                                            | Belley                         | Ain                  | Auvergne-Rhône-Alpes       | inscrit    | « PA00116308 », notice no PA00116308 | 45° 45′ 37″ nord, 5° 41′ 14″ est    |                   |
| Église Saint-Étienne                                        | Haut-Valromey                  | Ain                  | Auvergne-Rhône-Alpes       | inscrit    | « PA00116530 », notice no PA00116530 | 46° 01′ 53″ nord, 5° 39′ 57″ est    |                   |
| Fontaine-lavoir de Collonges                                | Saint-Sorlin-en-Bugey          | Ain                  | Auvergne-Rhône-Alpes       | inscrit    | « PA00116567 », notice no PA00116567 | 45° 53′ 18″ nord, 5° 22′ 09″ est    |                   |
| Château de Fetan                                            | Trévoux                        | Ain                  | Auvergne-Rhône-Alpes       | inscrit    | « PA00116583 », notice no PA00116583 | 45° 56′ 35″ nord, 4° 44′ 59″ est    |                   |
| Château de Douzon                                           | Étroussat                      | Allier               | Auvergne-Rhône-Alpes       | classé     | « PA00093100 », notice no PA00093100 | 46° 14′ 22″ nord, 3° 13′ 48″ est    |                   |
| Église Sainte-Anne                                          | Lavault-Sainte-Anne            | Allier               | Auvergne-Rhône-Alpes       | inscrit    | « PA00093135 », notice no PA00093135 | 46° 18′ 35″ nord, 2° 36′ 00″ est    |                   |
| Maison                                                      | Moulins                        | Allier               | Auvergne-Rhône-Alpes       | inscrit    | « PA00093216 », notice no PA00093216 | 46° 33′ 48″ nord, 3° 19′ 30″ est    |                   |
| Maison                                                      | Moulins                        | Allier               | Auvergne-Rhône-Alpes       | inscrit    | « PA00093217 », notice no PA00093217 | 46° 33′ 49″ nord, 3° 19′ 29″ est    |                   |
| Maison                                                      | Moulins                        | Allier               | Auvergne-Rhône-Alpes       | inscrit    | « PA00093218 », notice no PA00093218 | 46° 33′ 49″ nord, 3° 19′ 29″ est    |                   |
| Église Saint-Jean-Baptiste                                  | Saint-Aubin-le-Monial          | Allier               | Auvergne-Rhône-Alpes       | inscrit    | « PA00093261 », notice no PA00093261 | 46° 32′ 57″ nord, 3° 01′ 33″ est    |                   |
| Château de Boucherolles                                     | Treban                         | Allier               | Auvergne-Rhône-Alpes       | inscrit    | « PA00093319 », notice no PA00093319 | 46° 24′ 03″ nord, 3° 10′ 55″ est    |                   |
| Église Saint-Hilaire d'Arquizat                             | Miglos                         | Ariège               | Occitanie                  | inscrit    | « PA00093825 », notice no PA00093825 | 42° 47′ 32″ nord, 1° 35′ 56″ est    |                   |
| Maison                                                      | Pamiers                        | Ariège               | Occitanie                  | inscrit    | « PA00093898 », notice no PA00093898 | 43° 08′ 38″ nord, 1° 37′ 04″ est    |                   |
| Chapelle Notre-Dame du Marsan                               | Saint-Lizier                   | Ariège               | Occitanie                  | inscrit    | « PA00093910 », notice no PA00093910 | 42° 59′ 52″ nord, 1° 08′ 46″ est    |                   |
| Halle de Sainte-Croix-Volvestre                             | Sainte-Croix-Volvestre         | Ariège               | Occitanie                  | inscrit    | « PA00093904 », notice no PA00093904 | 43° 07′ 33″ nord, 1° 10′ 28″ est    |                   |
| Pont romain                                                 | Spoy                           | Aube                 | Grand Est                  | classé     | « PA00078242 », notice no PA00078242 | 48° 13′ 34″ nord, 4° 37′ 32″ est    |                   |
| Château de Caudeval                                         | Caudeval                       | Aude                 | Occitanie                  | inscrit    | « PA00102637 », notice no PA00102637 | 43° 04′ 32″ nord, 1° 58′ 27″ est    |                   |
| Église Notre-Dame-des-Oubiels                               | Portel-des-Corbières           | Aude                 | Occitanie                  | classé     | « PA00102864 », notice no PA00102864 | 43° 03′ 07″ nord, 2° 54′ 43″ est    |                   |
| Château de Villar-en-Val                                    | Villar-en-Val                  | Aude                 | Occitanie                  | inscrit    | « PA00102916 », notice no PA00102916 | 43° 04′ 58″ nord, 2° 27′ 31″ est    |                   |
| Château de Marinesque                                       | Naussac                        | Aveyron              | Occitanie                  | inscrit    | « PA00094093 », notice no PA00094093 | 44° 29′ 52″ nord, 2° 05′ 41″ est    |                   |
| Ancien collège des jésuites                                 | Rodez                          | Aveyron              | Occitanie                  | inscrit    | « PA00094111 », notice no PA00094111 | 44° 21′ 02″ nord, 2° 33′ 50″ est    |                   |
| Chapelle Saint-Pierre-et-Paul                               | Wissembourg                    | Bas-Rhin             | Grand Est                  | classé     | « PA00085243 », notice no PA00085243 | 49° 02′ 15″ nord, 7° 56′ 32″ est    |                   |
| Hôtel de Grimaldi-Régusse                                   | Aix-en-Provence                | Bouches-du-Rhône     | Provence-Alpes-Côte d'Azur | classé     | « PA00081033 », notice no PA00081033 | 43° 31′ 38″ nord, 5° 27′ 15″ est    |                   |
| Chapelle Saint-Victor                                       | Tarascon                       | Bouches-du-Rhône     | Provence-Alpes-Côte d'Azur | classé     | « PA00081471 », notice no PA00081471 | 43° 50′ 30″ nord, 4° 40′ 47″ est    |                   |
| Château d'Annebault                                         | Annebault                      | Calvados             | Normandie                  | classé     | « PA00111014 », notice no PA00111014 | 49° 14′ 45″ nord, 0° 03′ 10″ est    |                   |
| Hôtel Morel de la Carbonnière                               | Bayeux                         | Calvados             | Normandie                  | inscrit    | « PA00111051 », notice no PA00111051 | 49° 16′ 32″ nord, 0° 42′ 22″ ouest  |                   |
| Château de la Motte                                         | Bretteville-l'Orgueilleuse     | Calvados             | Normandie                  | inscrit    | « PA00111113 », notice no PA00111113 | 49° 12′ 38″ nord, 0° 30′ 55″ ouest  |                   |
| Immeuble du 15 rue Caponière à Caen                         | Caen                           | Calvados             | Normandie                  | inscrit    | « PA00111157 », notice no PA00111157 | 49° 10′ 55″ nord, 0° 22′ 31″ ouest  |                   |
| Immeuble du 23 rue Vauquelin à Caen                         | Caen                           | Calvados             | Normandie                  | inscrit    | « PA00111165 », notice no PA00111165 | 49° 10′ 59″ nord, 0° 22′ 03″ ouest  |                   |
| Manoir du Vaubenard                                         | Caen                           | Calvados             | Normandie                  | inscrit    | « PA00111189 », notice no PA00111189 | 49° 11′ 16″ nord, 0° 20′ 43″ ouest  |                   |
| Immeuble du 17 rue Caponière à Caen                         | Caen                           | Calvados             | Normandie                  | inscrit    | « PA00111158 », notice no PA00111158 | 49° 10′ 54″ nord, 0° 22′ 31″ ouest  |                   |
| Église Notre-Dame                                           | Courson                        | Calvados             | Normandie                  | classé     | « PA00111250 », notice no PA00111250 | 48° 51′ 15″ nord, 1° 04′ 51″ ouest  |                   |
| Manoir d'Émiéville                                          | Émiéville                      | Calvados             | Normandie                  | inscrit    | « PA00111297 », notice no PA00111297 | 49° 09′ 44″ nord, 0° 13′ 10″ ouest  |                   |
| Immeuble                                                    | Falaise                        | Calvados             | Normandie                  | inscrit    | « PA00111320 », notice no PA00111320 | 48° 53′ 48″ nord, 0° 12′ 05″ ouest  |                   |
| Immeuble                                                    | Falaise                        | Calvados             | Normandie                  | inscrit    | « PA00111321 », notice no PA00111321 | 48° 53′ 55″ nord, 0° 11′ 55″ ouest  |                   |
| Château du Fresne-Camilly                                   | Le Fresne-Camilly              | Calvados             | Normandie                  | inscrit    | « PA00111353 », notice no PA00111353 | 49° 15′ 01″ nord, 0° 29′ 05″ ouest  |                   |
| Église Saint-Pierre                                         | Le Mesnil-Caussois             | Calvados             | Normandie                  | inscrit    | « PA00111534 », notice no PA00111534 | 48° 51′ 16″ nord, 1° 01′ 00″ ouest  |                   |
| Manoir de Thomas Dunot                                      | Saint-Pierre-sur-Dives         | Calvados             | Normandie                  | inscrit    | « PA00111719 », notice no PA00111719 | 49° 01′ 24″ nord, 0° 01′ 45″ ouest  |                   |
| Château de Miremont                                         | Chalvignac                     | Cantal               | Auvergne-Rhône-Alpes       | inscrit    | « PA00093487 », notice no PA00093487 | 45° 16′ 04″ nord, 2° 16′ 38″ est    |                   |
| Portes de Montsalvy                                         | Montsalvy                      | Cantal               | Auvergne-Rhône-Alpes       | inscrit    | « PA00093555 », notice no PA00093555 | 44° 42′ 29″ nord, 2° 30′ 03″ est    |                   |
| Maison de Lafarge                                           | Salers                         | Cantal               | Auvergne-Rhône-Alpes       | inscrit    | « PA00093683 », notice no PA00093683 | 45° 08′ 14″ nord, 2° 29′ 38″ est    |                   |
| Château d'Aubeterre                                         | Aubeterre-sur-Dronne           | Charente             | Nouvelle-Aquitaine         | inscrit    | « PA00104233 », notice no PA00104233 | 45° 16′ 19″ nord, 0° 10′ 14″ est    |                   |
| Hôtel de l'Esclopart                                        | Cognac                         | Charente             | Nouvelle-Aquitaine         | inscrit    | « PA00104314 », notice no PA00104314 | 45° 41′ 43″ nord, 0° 19′ 47″ ouest  |                   |
| Immeuble                                                    | Cognac                         | Charente             | Nouvelle-Aquitaine         | inscrit    | « PA00104316 », notice no PA00104316 | 45° 41′ 49″ nord, 0° 19′ 46″ ouest  |                   |
| Hôtel de la Gabelle                                         | Cognac                         | Charente             | Nouvelle-Aquitaine         | inscrit    | « PA00104315 », notice no PA00104315 | 45° 41′ 45″ nord, 0° 19′ 53″ ouest  |                   |
| Immeuble                                                    | Cognac                         | Charente             | Nouvelle-Aquitaine         | inscrit    | « PA00104318 », notice no PA00104318 | 45° 41′ 44″ nord, 0° 19′ 49″ ouest  |                   |
| Hôtel Brunet du Boccage                                     | Cognac                         | Charente             | Nouvelle-Aquitaine         | classé     | « PA00104312 », notice no PA00104312 | 45° 41′ 45″ nord, 0° 19′ 53″ ouest  |                   |
| Hôtel Allenet                                               | Cognac                         | Charente             | Nouvelle-Aquitaine         | inscrit    | « PA00104311 », notice no PA00104311 | 45° 41′ 44″ nord, 0° 19′ 48″ ouest  |                   |
| Hôtel Duplessis                                             | Cognac                         | Charente             | Nouvelle-Aquitaine         | inscrit    | « PA00104313 », notice no PA00104313 | 45° 41′ 46″ nord, 0° 19′ 43″ ouest  |                   |
| Manoir des Comtes                                           | Confolens                      | Charente             | Nouvelle-Aquitaine         | inscrit    | « PA00104337 », notice no PA00104337 | 46° 00′ 54″ nord, 0° 40′ 29″ est    |                   |
| Porte de ville                                              | Confolens                      | Charente             | Nouvelle-Aquitaine         | inscrit    | « PA00104339 », notice no PA00104339 | 46° 00′ 52″ nord, 0° 40′ 27″ est    |                   |
| Hôtel Dassier des Brosses                                   | Confolens                      | Charente             | Nouvelle-Aquitaine         | inscrit    | « PA00104329 », notice no PA00104329 | 46° 00′ 54″ nord, 0° 40′ 21″ est    |                   |
| Ancienne sous-préfecture                                    | Confolens                      | Charente             | Nouvelle-Aquitaine         | inscrit    | « PA00104330 », notice no PA00104330 | 46° 00′ 51″ nord, 0° 40′ 06″ est    |                   |
| Maison à pans de bois                                       | Confolens                      | Charente             | Nouvelle-Aquitaine         | inscrit    | « PA00104331 », notice no PA00104331 | 46° 00′ 48″ nord, 0° 40′ 28″ est    |                   |
| Maison à pans de bois                                       | Confolens                      | Charente             | Nouvelle-Aquitaine         | inscrit    | « PA00104332 », notice no PA00104332 | 46° 00′ 54″ nord, 0° 40′ 08″ est    |                   |
| Église Saint-Maxime de Confolens                            | Confolens                      | Charente             | Nouvelle-Aquitaine         | inscrit    | « PA00104328 », notice no PA00104328 | 46° 00′ 51″ nord, 0° 40′ 23″ est    |                   |
| Pont sur le Goire                                           | Confolens                      | Charente             | Nouvelle-Aquitaine         | inscrit    | « PA00104338 », notice no PA00104338 | 46° 00′ 55″ nord, 0° 40′ 29″ est    |                   |
| Maison à pans de bois                                       | Confolens                      | Charente             | Nouvelle-Aquitaine         | inscrit    | « PA00104335 », notice no PA00104335 | 46° 00′ 52″ nord, 0° 40′ 08″ est    |                   |
| Château de la Chétardie                                     | Exideuil-sur-Vienne            | Charente             | Nouvelle-Aquitaine         | inscrit    | « PA00104367 », notice no PA00104367 | 45° 53′ 01″ nord, 0° 40′ 10″ est    |                   |
| Église Saint-Jean-Baptiste du Grand-Madieu                  | Le Grand-Madieu                | Charente             | Nouvelle-Aquitaine         | inscrit    | « PA00104381 », notice no PA00104381 | 45° 56′ 28″ nord, 0° 26′ 42″ est    |                   |
| Croix hosannière de Ligné                                   | Ligné                          | Charente             | Nouvelle-Aquitaine         | inscrit    | « PA00104392 », notice no PA00104392 | 45° 55′ 20″ nord, 0° 06′ 37″ est    |                   |
| Château de Lignières                                        | Lignières-Sonneville           | Charente             | Nouvelle-Aquitaine         | inscrit    | « PA00104393 », notice no PA00104393 | 45° 33′ 29″ nord, 0° 10′ 57″ ouest  |                   |
| Église Saint-Pierre de Sonneville                           | Lignières-Sonneville           | Charente             | Nouvelle-Aquitaine         | inscrit    | « PA00104395 », notice no PA00104395 | 45° 34′ 33″ nord, 0° 11′ 08″ ouest  |                   |
| Église Notre-Dame de Lignières (Lignières-Sonneville)       | Lignières-Sonneville           | Charente             | Nouvelle-Aquitaine         | classé     | « PA00104394 », notice no PA00104394 | 45° 33′ 33″ nord, 0° 10′ 55″ ouest  |                   |
| Chapelle de Saint-Palais-des-Combes                         | Lignières-Sonneville           | Charente             | Nouvelle-Aquitaine         | inscrit    | « PA00104396 », notice no PA00104396 | 45° 34′ 23″ nord, 0° 12′ 33″ ouest  |                   |
| Logis de chez Ballet                                        | Lignières-Sonneville           | Charente             | Nouvelle-Aquitaine         | inscrit    | « PA00104397 », notice no PA00104397 | 45° 34′ 55″ nord, 0° 11′ 07″ ouest  |                   |
| Château de Merpins                                          | Merpins                        | Charente             | Nouvelle-Aquitaine         | inscrit    | « PA00104421 », notice no PA00104421 | 45° 40′ 35″ nord, 0° 23′ 45″ ouest  |                   |
| Château de Chabrot                                          | Montbron                       | Charente             | Nouvelle-Aquitaine         | inscrit    | « PA00104425 », notice no PA00104425 | 45° 40′ 34″ nord, 0° 30′ 48″ est    |                   |
| Château de Ferrières                                        | Montbron                       | Charente             | Nouvelle-Aquitaine         | inscrit    | « PA00104426 », notice no PA00104426 | 45° 40′ 35″ nord, 0° 30′ 40″ est    |                   |
| Chapelle Saint-Blaise de Ruffec                             | Ruffec                         | Charente             | Nouvelle-Aquitaine         | inscrit    | « PA00104481 », notice no PA00104481 | 46° 01′ 44″ nord, 0° 12′ 19″ est    |                   |
| Château de Garde-Épée                                       | Saint-Brice                    | Charente             | Nouvelle-Aquitaine         | inscrit    | « PA00104494 », notice no PA00104494 | 45° 41′ 22″ nord, 0° 15′ 37″ ouest  |                   |
| Église Saint-Vincent de Saint-Germain-de-Confolens          | Saint-Germain-de-Confolens     | Charente             | Nouvelle-Aquitaine         | inscrit    | « PA00104503 », notice no PA00104503 | 46° 03′ 14″ nord, 0° 41′ 06″ est    |                   |
| Église Saint-Saturnin de Saint-Saturnin                     | Saint-Saturnin                 | Charente             | Nouvelle-Aquitaine         | classé     | « PA00104510 », notice no PA00104510 | 45° 39′ 34″ nord, 0° 02′ 46″ est    |                   |
| Église Sainte-Colombe de Sainte-Colombe                     | Sainte-Colombe                 | Charente             | Nouvelle-Aquitaine         | classé     | « PA00104496 », notice no PA00104496 | 45° 50′ 00″ nord, 0° 19′ 08″ est    |                   |
| Édifice gallo-romain de Suaux                               | Suaux                          | Charente             | Nouvelle-Aquitaine         | classé     | « PA00104521 », notice no PA00104521 | 45° 50′ 14″ nord, 0° 31′ 48″ est    |                   |
| Église Saint-Aignant de Torsac                              | Torsac                         | Charente             | Nouvelle-Aquitaine         | inscrit    | « PA00104523 », notice no PA00104523 | 45° 33′ 50″ nord, 0° 12′ 55″ est    |                   |
| Église Saint-Jacques de Belluire                            | Belluire                       | Charente-Maritime    | Nouvelle-Aquitaine         | classé     | « PA00104614 », notice no PA00104614 | 45° 32′ 10″ nord, 0° 33′ 37″ ouest  |                   |
| Église Saint-Révérend des Éduts                             | Les Éduts                      | Charente-Maritime    | Nouvelle-Aquitaine         | inscrit    | « PA00104681 », notice no PA00104681 | 45° 59′ 28″ nord, 0° 13′ 00″ ouest  |                   |
| Maison Le Bois Not                                          | La Jarne                       | Charente-Maritime    | Nouvelle-Aquitaine         | inscrit    | « PA00104774 », notice no PA00104774 | 46° 07′ 39″ nord, 1° 04′ 41″ ouest  |                   |
| Château de Beaufief                                         | Mazeray                        | Charente-Maritime    | Nouvelle-Aquitaine         | inscrit    | « PA00104799 », notice no PA00104799 | 45° 55′ 30″ nord, 0° 33′ 02″ ouest  |                   |
| Église Saint-Brice de Saint-Bris-des-Bois                   | Saint-Bris-des-Bois            | Charente-Maritime    | Nouvelle-Aquitaine         | inscrit    | « PA00105161 », notice no PA00105161 | 45° 46′ 03″ nord, 0° 29′ 28″ ouest  |                   |
| Vieille église de Saint-Palais-sur-Mer                      | Saint-Palais-sur-Mer           | Charente-Maritime    | Nouvelle-Aquitaine         | inscrit    | « PA00105213 », notice no PA00105213 | 45° 38′ 35″ nord, 1° 04′ 57″ ouest  | catégorie commons |
| Château de l'Herbaudière                                    | Salles-sur-Mer                 | Charente-Maritime    | Nouvelle-Aquitaine         | inscrit    | « PA00105269 », notice no PA00105269 | 46° 05′ 59″ nord, 1° 03′ 22″ ouest  |                   |
| Église Saint-Frédulphe de Saint-Fréjoux                     | Saint-Fréjoux                  | Corrèze              | Nouvelle-Aquitaine         | inscrit    | « PA00099858 », notice no PA00099858 | 45° 32′ 40″ nord, 2° 22′ 23″ est    |                   |
| Église Saint-Sauveur de Saint-Salvadour                     | Saint-Salvadour                | Corrèze              | Nouvelle-Aquitaine         | inscrit    | « PA00099878 », notice no PA00099878 | 45° 23′ 34″ nord, 1° 45′ 59″ est    |                   |
| Église Saint-Martin de Vitrac-sur-Montane                   | Vitrac-sur-Montane             | Corrèze              | Nouvelle-Aquitaine         | classé     | « PA00099958 », notice no PA00099958 | 45° 22′ 34″ nord, 1° 56′ 15″ est    |                   |
| Château de Ménessaire                                       | Ménessaire                     | Côte-d'Or            | Bourgogne-Franche-Comté    | inscrit    | « PA00112535 », notice no PA00112535 | 47° 07′ 55″ nord, 4° 08′ 41″ est    |                   |
| Maisons                                                     | Semur-en-Auxois                | Côte-d'Or            | Bourgogne-Franche-Comté    | inscrit    | « PA00112675 », notice no PA00112675 | 47° 29′ 30″ nord, 4° 19′ 32″ est    |                   |
| Maison                                                      | Semur-en-Auxois                | Côte-d'Or            | Bourgogne-Franche-Comté    | inscrit    | « PA00112674 », notice no PA00112674 | 47° 29′ 30″ nord, 4° 19′ 32″ est    |                   |
| Manoir de Crec'h Ugien                                      | Lannion                        | Côtes-d'Armor        | Bretagne                   | inscrit    | « PA00089276 », notice no PA00089276 | 48° 44′ 02″ nord, 3° 27′ 18″ ouest  |                   |
| Chapelle Notre-Dame de la Pitié                             | Mellionnec                     | Côtes-d'Armor        | Bretagne                   | inscrit    | « PA00089326 », notice no PA00089326 | 48° 11′ 37″ nord, 3° 15′ 42″ ouest  |                   |
| Hôtel de la Tour                                            | Tréguier                       | Côtes-d'Armor        | Bretagne                   | inscrit    | « PA00089705 », notice no PA00089705 | 48° 47′ 12″ nord, 3° 14′ 03″ ouest  |                   |
| Église Saint-Nicolas des Forges                             | Gouzon                         | Creuse               | Nouvelle-Aquitaine         | inscrit    | « PA00100084 », notice no PA00100084 | 46° 11′ 31″ nord, 2° 14′ 23″ est    |                   |
| Église Saint-Thomas de Cantorbéry                           | Puy-Malsignat                  | Creuse               | Nouvelle-Aquitaine         | inscrit    | « PA00100137 », notice no PA00100137 | 46° 02′ 17″ nord, 2° 13′ 10″ est    |                   |
| Église Saint-Blaise de Saint-Bard                           | Saint-Bard                     | Creuse               | Nouvelle-Aquitaine         | inscrit    | « PA00100149 », notice no PA00100149 | 45° 54′ 53″ nord, 2° 24′ 04″ est    |                   |
| Église Saint-Goussaud de Saint-Goussaud                     | Saint-Goussaud                 | Creuse               | Nouvelle-Aquitaine         | inscrit    | « PA00100165 », notice no PA00100165 | 46° 02′ 25″ nord, 1° 34′ 42″ est    |                   |
| Château de la Roche Faton                                   | Lhoumois                       | Deux-Sèvres          | Nouvelle-Aquitaine         | inscrit    | « PA00101244 », notice no PA00101244 | 46° 42′ 57″ nord, 0° 08′ 01″ ouest  |                   |
| Château d'Olbreuse                                          | Usseau                         | Deux-Sèvres          | Nouvelle-Aquitaine         | inscrit    | « PA00101393 », notice no PA00101393 | 46° 10′ 59″ nord, 0° 36′ 02″ ouest  |                   |
| Église Saint-Pierre                                         | Audrix                         | Dordogne             | Nouvelle-Aquitaine         | inscrit    | « PA00082326 », notice no PA00082326 | 44° 52′ 49″ nord, 0° 56′ 50″ est    |                   |
| Église Saint-Étienne                                        | Auriac-du-Périgord             | Dordogne             | Nouvelle-Aquitaine         | inscrit    | « PA00082329 », notice no PA00082329 | 45° 06′ 17″ nord, 1° 08′ 12″ est    |                   |
| Château de Lascours                                         | Carsac-Aillac                  | Dordogne             | Nouvelle-Aquitaine         | inscrit    | « PA00082433 », notice no PA00082433 | 44° 51′ 42″ nord, 1° 16′ 19″ est    |                   |
| Église Saint-Hilaire                                        | Saint-Hilaire-d'Estissac       | Dordogne             | Nouvelle-Aquitaine         | inscrit    | « PA00082842 », notice no PA00082842 | 45° 00′ 49″ nord, 0° 30′ 26″ est    |                   |
| Halles de Belvoir                                           | Belvoir                        | Doubs                | Bourgogne-Franche-Comté    | inscrit    | « PA00101451 », notice no PA00101451 | 47° 19′ 06″ nord, 6° 36′ 20″ est    |                   |
| Couvent des Minimes de la Seigne                            | Montlebon                      | Doubs                | Bourgogne-Franche-Comté    | inscrit    | « PA00101689 », notice no PA00101689 | 47° 02′ 42″ nord, 6° 36′ 27″ est    |                   |
| Hôpital rural Saint-Louis                                   | Ornans                         | Doubs                | Bourgogne-Franche-Comté    | classé     | « PA00101701 », notice no PA00101701 | 47° 06′ 25″ nord, 6° 08′ 36″ est    |                   |
| Roche Grénolée                                              | Moigny-sur-École               | Essonne              | Île-de-France              | classé     | « PA00087964 », notice no PA00087964 | 48° 26′ 21″ nord, 2° 26′ 38″ est    |                   |
| Château de Jeurre                                           | Morigny-Champigny              | Essonne              | Île-de-France              | classé     | « PA00087974 », notice no PA00087974 | 48° 28′ 06″ nord, 2° 11′ 16″ est    |                   |
| Château de Chambray                                         | Chambray                       | Eure                 | Normandie                  | classé     | « PA00099371 », notice no PA00099371 | 49° 04′ 51″ nord, 1° 17′ 50″ est    |                   |
| Couvent des Cordeliers de Lyons-la-Forêt                    | Lyons-la-Forêt                 | Eure                 | Normandie                  | inscrit    | « PA00099475 », notice no PA00099475 | 49° 24′ 03″ nord, 1° 28′ 32″ est    |                   |
| Manoir du Grand-Feugueray                                   | Saint-Germain-la-Campagne      | Eure                 | Normandie                  | inscrit    | « PA00099553 », notice no PA00099553 | 49° 04′ 03″ nord, 0° 24′ 20″ est    |                   |
| Allée couverte de l'Église Blanche                          | Bannalec                       | Finistère            | Bretagne                   | classé     | « PA00089825 », notice no PA00089825 | 47° 53′ 52″ nord, 3° 43′ 53″ ouest  |                   |
| Dolmen de Cosquériou d'An Traon                             | Bannalec                       | Finistère            | Bretagne                   | inscrit    | « PA00089827 », notice no PA00089827 | 47° 54′ 41″ nord, 3° 37′ 54″ ouest  |                   |
| Stèle protohistorique du Léoc                               | Combrit                        | Finistère            | Bretagne                   | inscrit    | « PA00089886 », notice no PA00089886 | 47° 52′ 46″ nord, 4° 09′ 31″ ouest  |                   |
| Dolmen de Kercadoret                                        | Moëlan-sur-Mer                 | Finistère            | Bretagne                   | inscrit    | « PA00090116 », notice no PA00090116 | 47° 49′ 00″ nord, 3° 37′ 24″ ouest  |                   |
| Menhir de Mentoul                                           | Moëlan-sur-Mer                 | Finistère            | Bretagne                   | classé     | « PA00090120 », notice no PA00090120 | 47° 48′ 57″ nord, 3° 37′ 23″ ouest  |                   |
| Menhir de Mescléo                                           | Moëlan-sur-Mer                 | Finistère            | Bretagne                   | inscrit    | « PA00090121 », notice no PA00090121 | 47° 48′ 08″ nord, 3° 37′ 00″ ouest  |                   |
| Vestiges archéologiques                                     | Aigues-Vives                   | Gard                 | Occitanie                  | classé     | « PA00102943 », notice no PA00102943 | 43° 43′ 18″ nord, 4° 12′ 29″ est    |                   |
| Fort d'Alès                                                 | Alès                           | Gard                 | Occitanie                  | inscrit    | « PA00102949 », notice no PA00102949 | 44° 07′ 33″ nord, 4° 04′ 30″ est    |                   |
| Chapelle Saint-Pierre                                       | Beaucaire                      | Gard                 | Occitanie                  | classé     | « PA00102978 », notice no PA00102978 | 43° 48′ 29″ nord, 4° 38′ 36″ est    |                   |
| Église Saint-André de Conqueyrac                            | Conqueyrac                     | Gard                 | Occitanie                  | inscrit    | « PA00103050 », notice no PA00103050 | 43° 57′ 08″ nord, 3° 54′ 29″ est    |                   |
| Borne milliaire de Manduel                                  | Manduel                        | Gard                 | Occitanie                  | classé     | « PA00103071 », notice no PA00103071 | 43° 49′ 08″ nord, 4° 28′ 25″ est    |                   |
| Musée archéologique de Nîmes                                | Nîmes                          | Gard                 | Occitanie                  | classé     | « PA00103094 », notice no PA00103094 | 43° 50′ 14″ nord, 4° 21′ 44″ est    |                   |
| Chapelle Saint-Julien de Montredon                          | Salinelles                     | Gard                 | Occitanie                  | classé     | « PA00103232 », notice no PA00103232 | 43° 48′ 04″ nord, 4° 04′ 11″ est    |                   |
| Pigeonnier de Jourdanis                                     | Auch                           | Gers                 | Occitanie                  | inscrit    | « PA00094718 », notice no PA00094718 | 43° 39′ 36″ nord, 0° 36′ 39″ est    |                   |
| Château de Marin                                            | Auch                           | Gers                 | Occitanie                  | inscrit    | « PA00094703 », notice no PA00094703 | 43° 37′ 50″ nord, 0° 36′ 32″ est    |                   |
| Couvent des Carmélites                                      | Auch                           | Gers                 | Occitanie                  | inscrit    | « PA00094705 », notice no PA00094705 | 43° 38′ 46″ nord, 0° 35′ 02″ est    |                   |
| Intendance                                                  | Auch                           | Gers                 | Occitanie                  | inscrit    | « PA00094713 », notice no PA00094713 | 43° 38′ 51″ nord, 0° 35′ 08″ est    |                   |
| Pigeonnier de Bonnefont                                     | Barran                         | Gers                 | Occitanie                  | inscrit    | « PA00094726 », notice no PA00094726 | 43° 37′ 14″ nord, 0° 29′ 19″ est    |                   |
| Porte fortifiée de Saint-Yors                               | Bazian                         | Gers                 | Occitanie                  | inscrit    | « PA00094731 », notice no PA00094731 | 43° 39′ 29″ nord, 0° 18′ 43″ est    |                   |
| Château de Cadreils                                         | Berrac                         | Gers                 | Occitanie                  | inscrit    | « PA00094740 », notice no PA00094740 | 44° 00′ 22″ nord, 0° 33′ 46″ est    |                   |
| Château de Saint-Julien                                     | Cahuzac-sur-Adour              | Gers                 | Occitanie                  | inscrit    | « PA00094751 », notice no PA00094751 | 43° 38′ 23″ nord, 0° 01′ 28″ ouest  |                   |
| Pigeonnier du Pujoulé                                       | Condom                         | Gers                 | Occitanie                  | inscrit    | « PA00094787 », notice no PA00094787 | 43° 54′ 47″ nord, 0° 22′ 47″ est    |                   |
| Tour de Dému                                                | Dému                           | Gers                 | Occitanie                  | inscrit    | « PA00094790 », notice no PA00094790 | 43° 45′ 57″ nord, 0° 10′ 00″ est    |                   |
| Logis abbatial de Faget-Abbatial                            | Faget-Abbatial                 | Gers                 | Occitanie                  | classé     | « PA00094796 », notice no PA00094796 | 43° 30′ 22″ nord, 0° 41′ 40″ est    |                   |
| Pigeonnier-porche de Puntis                                 | Jegun                          | Gers                 | Occitanie                  | inscrit    | « PA00094814 », notice no PA00094814 | 43° 44′ 51″ nord, 0° 28′ 51″ est    |                   |
| Pigeonnier de Mazères                                       | Lartigue                       | Gers                 | Occitanie                  | inscrit    | « PA00094833 », notice no PA00094833 | 43° 33′ 04″ nord, 0° 42′ 24″ est    |                   |
| Pigeonnier de Paillan                                       | Lussan                         | Gers                 | Occitanie                  | inscrit    | « PA00094850 », notice no PA00094850 | 43° 37′ 17″ nord, 0° 45′ 53″ est    |                   |
| Château de Salleneuve                                       | Mont-d'Astarac                 | Gers                 | Occitanie                  | inscrit    | « PA00094869 », notice no PA00094869 | 43° 20′ 47″ nord, 0° 34′ 10″ est    |                   |
| Porte fortifiée de Pessan                                   | Pessan                         | Gers                 | Occitanie                  | inscrit    | « PA00094890 », notice no PA00094890 | 43° 37′ 15″ nord, 0° 38′ 52″ est    |                   |
| Halle de Puycasquier                                        | Puycasquier                    | Gers                 | Occitanie                  | inscrit    | « PA00094897 », notice no PA00094897 | 43° 44′ 47″ nord, 0° 44′ 51″ est    |                   |
| Château du Clot                                             | Sainte-Mère                    | Gers                 | Occitanie                  | inscrit    | « PA00094919 », notice no PA00094919 | 44° 00′ 23″ nord, 0° 41′ 45″ est    |                   |
| Lanterne à piliers de Saramon                               | Saramon                        | Gers                 | Occitanie                  | inscrit    | « PA00094924 », notice no PA00094924 | 43° 31′ 21″ nord, 0° 45′ 59″ est    |                   |
| Château de Seissan                                          | Seissan                        | Gers                 | Occitanie                  | inscrit    | « PA00094929 », notice no PA00094929 | 43° 29′ 26″ nord, 0° 35′ 37″ est    |                   |
| Pigeonnier de Camusat                                       | Solomiac                       | Gers                 | Occitanie                  | inscrit    | « PA00094935 », notice no PA00094935 | 43° 47′ 02″ nord, 0° 53′ 32″ est    |                   |
| Halle de Solomiac                                           | Solomiac                       | Gers                 | Occitanie                  | inscrit    | « PA00094934 », notice no PA00094934 | 43° 48′ 20″ nord, 0° 53′ 50″ est    |                   |
| Église de Toujouse                                          | Toujouse                       | Gers                 | Occitanie                  | inscrit    | « PA00094953 », notice no PA00094953 | 43° 49′ 58″ nord, 0° 10′ 42″ ouest  |                   |
| Entrepôt Lainé                                              | Bordeaux                       | Gironde              | Nouvelle-Aquitaine         | inscrit    | « PA00083179 », notice no PA00083179 | 44° 50′ 55″ nord, 0° 34′ 19″ ouest  |                   |
| Maison                                                      | Bordeaux                       | Gironde              | Nouvelle-Aquitaine         | classé     | « PA00083468 », notice no PA00083468 | 44° 50′ 27″ nord, 0° 34′ 47″ ouest  |                   |
| Maison                                                      | Bourg                          | Gironde              | Nouvelle-Aquitaine         | inscrit    | « PA00083484 », notice no PA00083484 | 45° 02′ 21″ nord, 0° 33′ 30″ ouest  |                   |
| Hôtel de ville de Bourg                                     | Bourg                          | Gironde              | Nouvelle-Aquitaine         | inscrit    | « PA00083483 », notice no PA00083483 | 45° 02′ 21″ nord, 0° 33′ 32″ ouest  |                   |
| Croix du cimetière de Branne                                | Branne                         | Gironde              | Nouvelle-Aquitaine         | inscrit    | « PA00083489 », notice no PA00083489 | 44° 49′ 37″ nord, 0° 11′ 14″ ouest  |                   |
| Ermitage Sainte-Catherine de Cambes                         | Cambes                         | Gironde              | Nouvelle-Aquitaine         | inscrit    | « PA00083504 », notice no PA00083504 | 44° 44′ 00″ nord, 0° 27′ 40″ ouest  |                   |
| Château de l'Hospital                                       | Portets                        | Gironde              | Nouvelle-Aquitaine         | classé     | « PA00083671 », notice no PA00083671 | 44° 41′ 36″ nord, 0° 25′ 07″ ouest  |                   |
| Église de Saint-Léger-de-Balson                             | Saint-Léger-de-Balson          | Gironde              | Nouvelle-Aquitaine         | classé     | « PA00083758 », notice no PA00083758 | 44° 26′ 00″ nord, 0° 27′ 56″ ouest  |                   |
| Relais Henri IV                                             | Saint-Macaire                  | Gironde              | Nouvelle-Aquitaine         | classé     | « PA00083768 », notice no PA00083768 | 44° 33′ 55″ nord, 0° 13′ 29″ ouest  |                   |
| Maison attenante au Relais Henri IV, ouest                  | Saint-Macaire                  | Gironde              | Nouvelle-Aquitaine         | inscrit    | « PA00083774 », notice no PA00083774 | 44° 33′ 54″ nord, 0° 13′ 30″ ouest  |                   |
| Maison attenante au Relais Henri IV, est                    | Saint-Macaire                  | Gironde              | Nouvelle-Aquitaine         | inscrit    | « PA00083773 », notice no PA00083773 | 44° 33′ 55″ nord, 0° 13′ 29″ ouest  |                   |
| Église Saint-Maurice d'Aubiac                               | Verdelais                      | Gironde              | Nouvelle-Aquitaine         | inscrit    | « PA00083857 », notice no PA00083857 | 44° 34′ 59″ nord, 0° 16′ 25″ ouest  |                   |
| Église Saints-Pierre-et-Paul                                | Merxheim                       | Haut-Rhin            | Grand Est                  | classé     | « PA00085519 », notice no PA00085519 | 47° 54′ 42″ nord, 7° 17′ 31″ est    |                   |
| Église de l'Annonciation                                    | Corte                          | Haute-Corse          | Corse                      | inscrit    | « PA00099193 », notice no PA00099193 | 42° 18′ 17″ nord, 9° 08′ 59″ est    |                   |
| Maison                                                      | Cazères                        | Haute-Garonne        | Occitanie                  | inscrit    | « PA00094313 », notice no PA00094313 | 43° 12′ 24″ nord, 1° 05′ 17″ est    |                   |
| Église Saint-Blaise                                         | Frontignan-Savès               | Haute-Garonne        | Occitanie                  | inscrit    | « PA00094334 », notice no PA00094334 | 43° 23′ 44″ nord, 0° 55′ 26″ est    |                   |
| Château de Juzes                                            | Juzes                          | Haute-Garonne        | Occitanie                  | inscrit    | « PA00094355 », notice no PA00094355 | 43° 26′ 57″ nord, 1° 47′ 20″ est    |                   |
| Église Saint-André de Pompertuzat                           | Pompertuzat                    | Haute-Garonne        | Occitanie                  | inscrit    | « PA00094425 », notice no PA00094425 | 43° 29′ 17″ nord, 1° 30′ 45″ est    |                   |
| Pyramide de démarcation de la Guyenne et du Languedoc       | Portet-sur-Garonne             | Haute-Garonne        | Occitanie                  | inscrit    | « PA00094429 », notice no PA00094429 | 43° 30′ 54″ nord, 1° 22′ 54″ est    |                   |
| Maison Laguens                                              | Rieux-Volvestre                | Haute-Garonne        | Occitanie                  | inscrit    | « PA00094437 », notice no PA00094437 | 43° 15′ 29″ nord, 1° 12′ 08″ est    |                   |
| Pyramide de démarcation de la Guyenne et du Languedoc       | Saint-Élix-le-Château          | Haute-Garonne        | Occitanie                  | inscrit    | « PA00094453 », notice no PA00094453 | 43° 16′ 29″ nord, 1° 08′ 22″ est    |                   |
| Halle de Villenouvelle                                      | Villenouvelle                  | Haute-Garonne        | Occitanie                  | inscrit    | « PA00094664 », notice no PA00094664 | 43° 26′ 05″ nord, 1° 39′ 45″ est    |                   |
| Maison                                                      | Le Puy-en-Velay                | Haute-Loire          | Auvergne-Rhône-Alpes       | inscrit    | « PA00092792 », notice no PA00092792 | 45° 02′ 39″ nord, 3° 53′ 03″ est    |                   |
| Préfecture                                                  | Saint-André-de-Chalencon       | Haute-Loire          | Auvergne-Rhône-Alpes       | inscrit    | « PA00092823 », notice no PA00092823 | 45° 17′ 02″ nord, 3° 58′ 54″ est    |                   |
| Château de Bonneville                                       | Saint-Pierre-Eynac             | Haute-Loire          | Auvergne-Rhône-Alpes       | inscrit    | « PA00092874 », notice no PA00092874 | 45° 03′ 49″ nord, 4° 04′ 02″ est    |                   |
| Monastère des Augustines                                    | Vals-près-le-Puy               | Haute-Loire          | Auvergne-Rhône-Alpes       | classé     | « PA00092911 », notice no PA00092911 | 45° 01′ 50″ nord, 3° 52′ 36″ est    |                   |
| Croix de Vesvres-sous-Chalancey                             | Vesvres-sous-Chalancey         | Haute-Marne          | Grand Est                  | classé     | « PA00079264 », notice no PA00079264 | 47° 45′ 07″ nord, 5° 17′ 21″ est    |                   |
| Couvent de la Visitation de Thonon-les-Bains                | Thonon-les-Bains               | Haute-Savoie         | Auvergne-Rhône-Alpes       | inscrit    | « PA00118456 », notice no PA00118456 | 46° 22′ 21″ nord, 6° 28′ 52″ est    |                   |
| Maison                                                      | Arnac-la-Poste                 | Haute-Vienne         | Nouvelle-Aquitaine         | inscrit    | « PA00100239 », notice no PA00100239 | 46° 14′ 50″ nord, 1° 23′ 09″ est    |                   |
| Église Saint-Léger de Bessines-sur-Gartempe                 | Bessines-sur-Gartempe          | Haute-Vienne         | Nouvelle-Aquitaine         | inscrit    | « PA00100250 », notice no PA00100250 | 46° 06′ 34″ nord, 1° 22′ 03″ est    |                   |
| Château du Fraisse                                          | Nouic                          | Haute-Vienne         | Nouvelle-Aquitaine         | classé     | « PA00100405 », notice no PA00100405 | 46° 05′ 09″ nord, 0° 54′ 52″ est    |                   |
| Église Saint-Sébastien de Rempnat                           | Rempnat                        | Haute-Vienne         | Nouvelle-Aquitaine         | classé     | « PA00100424 », notice no PA00100424 | 45° 41′ 13″ nord, 1° 53′ 22″ est    |                   |
| Église de Roziers-Saint-Georges                             | Roziers-Saint-Georges          | Haute-Vienne         | Nouvelle-Aquitaine         | inscrit    | « PA00100432 », notice no PA00100432 | 45° 45′ 03″ nord, 1° 33′ 01″ est    |                   |
| Église Saint-Hilaire de Saint-Hilaire-les-Places            | Saint-Hilaire-les-Places       | Haute-Vienne         | Nouvelle-Aquitaine         | inscrit    | « PA00100450 », notice no PA00100450 | 45° 38′ 44″ nord, 1° 09′ 24″ est    |                   |
| Pont-colombier                                              | Veyrac                         | Haute-Vienne         | Nouvelle-Aquitaine         | classé     | « PA00100510 », notice no PA00100510 | 45° 53′ 36″ nord, 1° 06′ 29″ est    |                   |
| Chapelle des Pénitents noirs de Briançon                    | Briançon                       | Hautes-Alpes         | Provence-Alpes-Côte d'Azur | inscrit    | « PA00080525 », notice no PA00080525 | 44° 53′ 55″ nord, 6° 38′ 39″ est    |                   |
| Église Saint-Véran                                          | Saint-Véran                    | Hautes-Alpes         | Provence-Alpes-Côte d'Azur | inscrit    | « PA00080620 », notice no PA00080620 | 44° 42′ 01″ nord, 6° 52′ 04″ est    |                   |
| Manoir de Garaison                                          | Monléon-Magnoac                | Hautes-Pyrénées      | Occitanie                  | inscrit    | « PA00095401 », notice no PA00095401 | 43° 12′ 25″ nord, 0° 30′ 14″ est    |                   |
| Maison Saint-Jean                                           | Antony                         | Hauts-de-Seine       | Île-de-France              | inscrit    | « PA00088059 », notice no PA00088059 | 48° 45′ 11″ nord, 2° 17′ 51″ est    |                   |
| Château de Thierry                                          | Ville-d'Avray                  | Hauts-de-Seine       | Île-de-France              | inscrit    | « PA00088161 », notice no PA00088161 | 48° 49′ 39″ nord, 2° 11′ 11″ est    |                   |
| Chapelle des Pénitents bleus                                | Béziers                        | Hérault              | Occitanie                  | inscrit    | « PA00103375 », notice no PA00103375 | 43° 20′ 36″ nord, 3° 12′ 56″ est    |                   |
| Château de Lavagnac                                         | Montagnac                      | Hérault              | Occitanie                  | classé     | « PA00103512 », notice no PA00103512 | 43° 30′ 33″ nord, 3° 28′ 30″ est    |                   |
| Hôtel Haguenot                                              | Montpellier                    | Hérault              | Occitanie                  | classé     | « PA00103568 », notice no PA00103568 | 43° 36′ 36″ nord, 3° 52′ 16″ est    |                   |
| Palais épiscopal de Saint-Pons-de-Thomières                 | Saint-Pons-de-Thomières        | Hérault              | Occitanie                  | inscrit    | « PA00103709 », notice no PA00103709 | 43° 29′ 23″ nord, 2° 45′ 33″ est    |                   |
| Chapelle Notre-Dame-de-la-Rivière                           | Domloup                        | Ille-et-Vilaine      | Bretagne                   | inscrit    | « PA00090551 », notice no PA00090551 | 48° 03′ 08″ nord, 1° 31′ 48″ ouest  |                   |
| Château des Nétumières                                      | Erbrée                         | Ille-et-Vilaine      | Bretagne                   | inscrit    | « PA00090552 », notice no PA00090552 | 48° 08′ 38″ nord, 1° 08′ 05″ ouest  |                   |
| Château de Lanrigan                                         | Lanrigan                       | Ille-et-Vilaine      | Bretagne                   | inscrit    | « PA00090615 », notice no PA00090615 | 48° 23′ 48″ nord, 1° 42′ 04″ ouest  |                   |
| Hôtel de Courcy, actuel conseil régional de Bretagne (1983) | Rennes                         | Ille-et-Vilaine      | Bretagne                   | inscrit    | « PA00090692 », notice no PA00090692 | 48° 06′ 46″ nord, 1° 40′ 23″ ouest  |                   |
| Hôtel de Cuillé                                             | Rennes                         | Ille-et-Vilaine      | Bretagne                   | inscrit    | « PA00090693 », notice no PA00090693 | 48° 06′ 46″ nord, 1° 40′ 31″ ouest  |                   |
| Porte de Châteauroux                                        | Châteauroux                    | Indre                | Centre-Val de Loire        | inscrit    | « PA00097300 », notice no PA00097300 | 46° 48′ 46″ nord, 1° 41′ 20″ est    |                   |
| Église Saint-Sulpice du Louroux                             | Le Louroux                     | Indre-et-Loire       | Centre-Val de Loire        | inscrit    | « PA00097843 », notice no PA00097843 | 47° 09′ 39″ nord, 0° 47′ 15″ est    |                   |
| Croix du cimetière du Louroux                               | Le Louroux                     | Indre-et-Loire       | Centre-Val de Loire        | inscrit    | « PA00097842 », notice no PA00097842 | 47° 09′ 42″ nord, 0° 47′ 10″ est    |                   |
| Maison La Ramée                                             | Montlouis-sur-Loire            | Indre-et-Loire       | Centre-Val de Loire        | inscrit    | « PA00097873 », notice no PA00097873 | 47° 23′ 27″ nord, 0° 50′ 15″ est    |                   |
| Manoir de la Miltière                                       | Montlouis-sur-Loire            | Indre-et-Loire       | Centre-Val de Loire        | inscrit    | « PA00097874 », notice no PA00097874 | 47° 23′ 00″ nord, 0° 51′ 44″ est    |                   |
| Maison Le Grand Coteau                                      | Noizay                         | Indre-et-Loire       | Centre-Val de Loire        | inscrit    | « PA00097895 », notice no PA00097895 | 47° 25′ 29″ nord, 0° 54′ 19″ est    |                   |
| Vieux Château de Saint-Michel-sur-Loire                     | Saint-Michel-sur-Loire         | Indre-et-Loire       | Centre-Val de Loire        | inscrit    | « PA00098090 », notice no PA00098090 | 47° 18′ 27″ nord, 0° 20′ 57″ est    |                   |
| Église Saint-Gervais-Saint-Protais de Savonnières           | Savonnières                    | Indre-et-Loire       | Centre-Val de Loire        | classé     | « PA00098102 », notice no PA00098102 | 47° 20′ 52″ nord, 0° 32′ 43″ est    |                   |
| Château de Tours                                            | Tours                          | Indre-et-Loire       | Centre-Val de Loire        | inscrit    | « PA00098260 », notice no PA00098260 | 47° 23′ 50″ nord, 0° 41′ 37″ est    |                   |
| Hôtel Robin Quantin                                         | Tours                          | Indre-et-Loire       | Centre-Val de Loire        | classé     | « PA00098187 », notice no PA00098187 | 47° 23′ 43″ nord, 0° 41′ 00″ est    |                   |
| Chapelle Saint-Laurent de Veigné                            | Veigné                         | Indre-et-Loire       | Centre-Val de Loire        | inscrit    | « PA00098271 », notice no PA00098271 | 47° 18′ 49″ nord, 0° 41′ 31″ est    |                   |
| Église Saint-Pierre-ès-Liens de Vou                         | Vou                            | Indre-et-Loire       | Centre-Val de Loire        | inscrit    | « PA00098297 », notice no PA00098297 | 47° 05′ 08″ nord, 0° 51′ 32″ est    |                   |
| Prieuré de Chirens                                          | Chirens                        | Isère                | Auvergne-Rhône-Alpes       | classé     | « PA00117136 », notice no PA00117136 | 45° 24′ 36″ nord, 5° 33′ 30″ est    |                   |
| Poudrière de Vauban                                         | Grenoble                       | Isère                | Auvergne-Rhône-Alpes       | inscrit    | « PA00117201 », notice no PA00117201 | 45° 11′ 34″ nord, 5° 44′ 08″ est    |                   |
| Église Saint-Jean-Baptiste d'Escalans                       | Escalans                       | Landes               | Nouvelle-Aquitaine         | inscrit    | « PA00083944 », notice no PA00083944 | 43° 58′ 42″ nord, 0° 02′ 30″ est    |                   |
| Église Saint-Jean-Baptiste de Geaune                        | Geaune                         | Landes               | Nouvelle-Aquitaine         | classé     | « PA00083948 », notice no PA00083948 | 43° 38′ 28″ nord, 0° 22′ 37″ ouest  |                   |
| Église Saint-Martin de Moustey                              | Moustey                        | Landes               | Nouvelle-Aquitaine         | inscrit    | « PA00083988 », notice no PA00083988 | 44° 21′ 36″ nord, 0° 45′ 38″ ouest  |                   |
| Église Notre-Dame de Moustey                                | Moustey                        | Landes               | Nouvelle-Aquitaine         | inscrit    | « PA00083987 », notice no PA00083987 | 44° 21′ 36″ nord, 0° 45′ 38″ ouest  |                   |
| Église Notre-Dame de Sarran                                 | Parleboscq                     | Landes               | Nouvelle-Aquitaine         | inscrit    | « PA00083994 », notice no PA00083994 | 43° 56′ 46″ nord, 0° 02′ 18″ est    |                   |
| Église Saint-Cricq de Parleboscq                            | Parleboscq                     | Landes               | Nouvelle-Aquitaine         | inscrit    | « PA00083993 », notice no PA00083993 | 43° 56′ 29″ nord, 0° 00′ 24″ est    |                   |
| Église d'Argelouse de Saint-Justin                          | Saint-Justin                   | Landes               | Nouvelle-Aquitaine         | inscrit    | « PA00084006 », notice no PA00084006 | 43° 59′ 05″ nord, 0° 11′ 57″ ouest  |                   |
| Château des Évêques                                         | Saint-Pandelon                 | Landes               | Nouvelle-Aquitaine         | inscrit    | « PA00084009 », notice no PA00084009 | 43° 40′ 27″ nord, 1° 02′ 14″ ouest  |                   |
| Église Notre-Dame de Boisseleau                             | Droué                          | Loir-et-Cher         | Centre-Val de Loire        | inscrit    | « PA00098430 », notice no PA00098430 | 48° 01′ 59″ nord, 1° 04′ 41″ est    |                   |
| Monument antique de Vievy-le-Rayé                           | Vievy-le-Rayé                  | Loir-et-Cher         | Centre-Val de Loire        | classé     | « PA00098652 », notice no PA00098652 | 47° 51′ 49″ nord, 1° 19′ 00″ est    |                   |
| Église Saint-Irénée de Luriecq                              | Luriecq                        | Loire                | Auvergne-Rhône-Alpes       | classé     | « PA00117502 », notice no PA00117502 | 45° 27′ 06″ nord, 4° 04′ 49″ est    |                   |
| Château de la Merlée                                        | Saint-Julien-la-Vêtre          | Loire                | Auvergne-Rhône-Alpes       | inscrit    | « PA00117631 », notice no PA00117631 | 45° 48′ 49″ nord, 3° 47′ 06″ est    |                   |
| Pierre de Gargantua                                         | Saint-Brevin-les-Pins          | Loire-Atlantique     | Pays de la Loire           | classé     | « PA00108794 », notice no PA00108794 | 47° 15′ 50″ nord, 2° 09′ 41″ ouest  |                   |
| Château de Rocheplatte                                      | Aulnay-la-Rivière              | Loiret               | Centre-Val de Loire        | classé     | « PA00098681 », notice no PA00098681 | 48° 11′ 32″ nord, 2° 22′ 26″ est    |                   |
| Château de Béduer                                           | Béduer                         | Lot                  | Occitanie                  | inscrit    | « PA00094981 », notice no PA00094981 | 44° 34′ 48″ nord, 1° 57′ 09″ est    |                   |
| Église Sainte-Eulalie d'Espagnac-Sainte-Eulalie             | Espagnac-Sainte-Eulalie        | Lot                  | Occitanie                  | classé     | « PA00095067 », notice no PA00095067 | 44° 35′ 31″ nord, 1° 52′ 21″ est    |                   |
| Maison natale de Champollion                                | Figeac                         | Lot                  | Occitanie                  | inscrit    | « PA00095079 », notice no PA00095079 | 44° 36′ 35″ nord, 2° 02′ 03″ est    |                   |
| Dolmen des Cloups                                           | Ginouillac                     | Lot                  | Occitanie                  | classé     | « PA00095097 », notice no PA00095097 | 44° 43′ 26″ nord, 1° 32′ 12″ est    |                   |
| Chapelle Notre-Dame-des-Neiges de Gourdon                   | Gourdon                        | Lot                  | Occitanie                  | classé     | « PA00095100 », notice no PA00095100 | 44° 43′ 58″ nord, 1° 23′ 32″ est    |                   |
| Église Saint-Martin de Canourgues                           | Les Junies                     | Lot                  | Occitanie                  | inscrit    | « PA00095114 », notice no PA00095114 | 44° 32′ 51″ nord, 1° 14′ 17″ est    |                   |
| Église Saint-Martin de Lunan                                | Lunan                          | Lot                  | Occitanie                  | classé     | « PA00095149 », notice no PA00095149 | 44° 36′ 11″ nord, 2° 04′ 45″ est    |                   |
| Château du Théron                                           | Prayssac                       | Lot                  | Occitanie                  | inscrit    | « PA00095183 », notice no PA00095183 | 44° 31′ 17″ nord, 1° 10′ 21″ est    |                   |
| Porte de l'Hôpital                                          | Rocamadour                     | Lot                  | Occitanie                  | inscrit    | « PA00095207 », notice no PA00095207 | 44° 48′ 15″ nord, 1° 37′ 34″ est    |                   |
| Église des Récollets de Saint-Céré                          | Saint-Céré                     | Lot                  | Occitanie                  | inscrit    | « PA00095217 », notice no PA00095217 | 44° 51′ 30″ nord, 1° 53′ 26″ est    |                   |
| Maison                                                      | Saint-Cirq-Lapopie             | Lot                  | Occitanie                  | inscrit    | « PA00095234 », notice no PA00095234 | 44° 27′ 52″ nord, 1° 40′ 07″ est    |                   |
| Maison                                                      | Saint-Cirq-Lapopie             | Lot                  | Occitanie                  | inscrit    | « PA00095233 », notice no PA00095233 | 44° 27′ 52″ nord, 1° 40′ 07″ est    |                   |
| Maison Daura                                                | Saint-Cirq-Lapopie             | Lot                  | Occitanie                  | inscrit    | « PA00095236 », notice no PA00095236 | 44° 27′ 52″ nord, 1° 40′ 13″ est    |                   |
| Moulin à eau de Saint-Cirq-Lapopie                          | Saint-Cirq-Lapopie             | Lot                  | Occitanie                  | inscrit    | « PA00095237 », notice no PA00095237 | 44° 28′ 01″ nord, 1° 40′ 31″ est    |                   |
| Maison forte de Bois-Renaud                                 | Layrac_(Lot-et-Garonne) Layrac | Lot-et-Garonne       | Nouvelle-Aquitaine         | inscrit    | « PA00084158 », notice no PA00084158 | 44° 08′ 22″ nord, 0° 38′ 44″ est    |                   |
| Église Sainte-Foy-de-Jérusalem de Pont-du-Casse             | Pont-du-Casse                  | Lot-et-Garonne       | Nouvelle-Aquitaine         | inscrit    | « PA00084206 », notice no PA00084206 | 44° 15′ 15″ nord, 0° 41′ 26″ est    |                   |
| Château de Ferrassou                                        | Saint-Sylvestre-sur-Lot        | Lot-et-Garonne       | Nouvelle-Aquitaine         | inscrit    | « PA00084244 », notice no PA00084244 | 44° 23′ 53″ nord, 0° 49′ 16″ est    |                   |
| Château du Fort                                             | Chambon-le-Château             | Lozère               | Occitanie                  | inscrit    | « PA00103809 », notice no PA00103809 | 44° 52′ 30″ nord, 3° 39′ 12″ est    |                   |
| Maison                                                      | Le Malzieu-Ville               | Lozère               | Occitanie                  | inscrit    | « PA00103843 », notice no PA00103843 | 44° 51′ 21″ nord, 3° 19′ 52″ est    |                   |
| Immeuble                                                    | Le Malzieu-Ville               | Lozère               | Occitanie                  | inscrit    | « PA00103841 », notice no PA00103841 | 44° 51′ 21″ nord, 3° 19′ 51″ est    |                   |
| Maison du Viguier                                           | Meyrueis                       | Lozère               | Occitanie                  | inscrit    | « PA00103883 », notice no PA00103883 | 44° 10′ 42″ nord, 3° 25′ 42″ est    |                   |
| Église Notre-Dame de La Rouvière                            | Pelouse                        | Lozère               | Occitanie                  | classé     | « PA00103891 », notice no PA00103891 | 44° 32′ 40″ nord, 3° 35′ 20″ est    |                   |
| Abbaye de Chaloché                                          | Jarzé Villages                 | Maine-et-Loire       | Pays de la Loire           | inscrit    | « PA00109037 », notice no PA00109037 | 47° 32′ 28″ nord, 0° 16′ 52″ ouest  |                   |
| Château d'Épinats                                           | Cizay-la-Madeleine             | Maine-et-Loire       | Pays de la Loire           | inscrit    | « PA00109056 », notice no PA00109056 | 47° 11′ 50″ nord, 0° 12′ 24″ ouest  |                   |
| Abbaye de Chaloché                                          | Corzé                          | Maine-et-Loire       | Pays de la Loire           | inscrit    | « PA00109065 », notice no PA00109065 | 47° 32′ 28″ nord, 0° 16′ 52″ ouest  |                   |
| Motte castrale                                              | Doué-en-Anjou                  | Maine-et-Loire       | Pays de la Loire           | classé     | « PA00109089 », notice no PA00109089 | 47° 11′ 16″ nord, 0° 16′ 50″ ouest  |                   |
| Église Saint-Laurent de Forges                              | Doué-en-Anjou                  | Maine-et-Loire       | Pays de la Loire           | inscrit    | « PA00109114 », notice no PA00109114 | 47° 13′ 03″ nord, 0° 14′ 44″ ouest  |                   |
| Château de la Grandière                                     | Grez-Neuville                  | Maine-et-Loire       | Pays de la Loire           | inscrit    | « PA00109131 », notice no PA00109131 | 47° 36′ 51″ nord, 0° 39′ 54″ ouest  |                   |
| Église Saint-Méen de Lasse                                  | Noyant-Villages                | Maine-et-Loire       | Pays de la Loire           | inscrit    | « PA00109146 », notice no PA00109146 | 47° 32′ 11″ nord, 0° 00′ 41″ est    |                   |
| Château du Pont-de-Varenne                                  | Louresse-Rochemenier           | Maine-et-Loire       | Pays de la Loire           | inscrit    | « PA00109159 », notice no PA00109159 | 47° 13′ 43″ nord, 0° 16′ 32″ ouest  |                   |
| Église Saint-Michel                                         | Le May-sur-Èvre                | Maine-et-Loire       | Pays de la Loire           | inscrit    | « PA00109178 », notice no PA00109178 | 47° 08′ 15″ nord, 0° 53′ 31″ ouest  |                   |
| Chapelle Saint-Jean                                         | Sèvremoine                     | Maine-et-Loire       | Pays de la Loire           | classé     | « PA00109188 », notice no PA00109188 | 47° 06′ 01″ nord, 1° 07′ 22″ ouest  |                   |
| Château de Bouillé-Théval                                   | Segré-en-Anjou Bleu            | Maine-et-Loire       | Pays de la Loire           | inscrit    | « PA00109189 », notice no PA00109189 | 47° 44′ 39″ nord, 0° 46′ 54″ ouest  |                   |
| Manoir de la Chouanière                                     | Montreuil-sur-Maine            | Maine-et-Loire       | Pays de la Loire           | inscrit    | « PA00109209 », notice no PA00109209 | 47° 40′ 17″ nord, 0° 43′ 52″ ouest  |                   |
| Abbaye de Saint-Georges-sur-Loire                           | Saint-Georges-sur-Loire        | Maine-et-Loire       | Pays de la Loire           | classé     | « PA00109268 », notice no PA00109268 | 47° 24′ 30″ nord, 0° 45′ 41″ ouest  |                   |
| Abbaye Saint-Florent et Église Saint-Barthélemy             | Saumur                         | Maine-et-Loire       | Pays de la Loire           | classé     | « PA00109302 », notice no PA00109302 | 47° 15′ 58″ nord, 0° 06′ 11″ ouest  |                   |
| Chapelle Notre-Dame-de-la-Garde                             | Seiches-sur-le-Loir            | Maine-et-Loire       | Pays de la Loire           | inscrit    | « PA00109355 », notice no PA00109355 | 47° 35′ 18″ nord, 0° 21′ 30″ ouest  |                   |
| Église Saint-Hilaire                                        | Sermaise                       | Maine-et-Loire       | Pays de la Loire           | inscrit    | « PA00109358 », notice no PA00109358 | 47° 31′ 27″ nord, 0° 12′ 45″ ouest  |                   |
| Chapelle de la Roche-Foulques                               | Rives-du-Loir-en-Anjou         | Maine-et-Loire       | Pays de la Loire           | inscrit    | « PA00109361 », notice no PA00109361 | 47° 34′ 33″ nord, 0° 27′ 23″ ouest  |                   |
| Manoir de la Chauvellière                                   | Turquant                       | Maine-et-Loire       | Pays de la Loire           | inscrit    | « PA00109391 », notice no PA00109391 | 47° 12′ 23″ nord, 0° 01′ 52″ est    |                   |
| Église Saint-Symphorien du Vieil-Baugé                      | Baugé-en-Anjou                 | Maine-et-Loire       | Pays de la Loire           | classé     | « PA00109404 », notice no PA00109404 | 47° 31′ 54″ nord, 0° 07′ 10″ ouest  |                   |
| Restes de l'ancienne église                                 | Auxais                         | Manche               | Normandie                  | inscrit    | « PA00110324 », notice no PA00110324 | 49° 13′ 08″ nord, 1° 17′ 25″ ouest  |                   |
| Château de Chaulieu                                         | Chaulieu                       | Manche               | Normandie                  | inscrit    | « PA00110362 », notice no PA00110362 | 48° 45′ 28″ nord, 0° 51′ 29″ ouest  |                   |
| Ancienne sous-préfecture                                    | Coutances                      | Manche               | Normandie                  | inscrit    | « PA00110382 », notice no PA00110382 | 49° 02′ 45″ nord, 1° 26′ 49″ ouest  |                   |
| Manoir de la Coquerie                                       | Cherbourg-en-Cotentin          | Manche               | Normandie                  | inscrit    | « PA00110551 », notice no PA00110551 | 49° 39′ 36″ nord, 1° 41′ 42″ ouest  |                   |
| Chapelle Sainte-Suzanne                                     | Sottevast                      | Manche               | Normandie                  | inscrit    | « PA00110614 », notice no PA00110614 | 49° 31′ 02″ nord, 1° 35′ 58″ ouest  |                   |
| Église Saint-Georges                                        | Yvetot-Bocage                  | Manche               | Normandie                  | classé     | « PA00110645 », notice no PA00110645 | 49° 29′ 23″ nord, 1° 30′ 13″ ouest  |                   |
| Immeuble                                                    | Châlons-en-Champagne           | Marne                | Grand Est                  | inscrit    | « PA00078627 », notice no PA00078627 | 48° 57′ 31″ nord, 4° 21′ 49″ est    |                   |
| Fort Saint-Louis                                            | Fort-de-France                 | Martinique           | Martinique                 | classé     | « PA00105942 », notice no PA00105942 | 14° 35′ 59″ nord, 61° 03′ 59″ ouest |                   |
| Château de Goué                                             | Fougerolles-du-Plessis         | Mayenne              | Pays de la Loire           | classé     | « PA00109509 », notice no PA00109509 | 48° 28′ 09″ nord, 0° 58′ 06″ ouest  |                   |
| Château de la Roche-Pichemer                                | Saint-Ouën-des-Vallons         | Mayenne              | Pays de la Loire           | classé     | « PA00109605 », notice no PA00109605 | 48° 09′ 59″ nord, 0° 32′ 10″ ouest  |                   |
| Château de Kéran                                            | Arradon                        | Morbihan             | Bretagne                   | inscrit    | « PA00090980 », notice no PA00090980 | 47° 37′ 19″ nord, 2° 50′ 41″ ouest  |                   |
| Dolmen du Graniol                                           | Arzon                          | Morbihan             | Bretagne                   | classé     | « PA00090987 », notice no PA00090987 | 47° 33′ 14″ nord, 2° 53′ 29″ ouest  |                   |
| Chapelle Saint-Méen                                         | Val d'Oust                     | Morbihan             | Bretagne                   | inscrit    | « PA00091149 », notice no PA00091149 | 47° 52′ 47″ nord, 2° 23′ 54″ ouest  |                   |
| Chapelle Saint-Guénaël                                      | Cléguer                        | Morbihan             | Bretagne                   | inscrit    | « PA00091157 », notice no PA00091157 | 47° 52′ 46″ nord, 3° 22′ 20″ ouest  |                   |
| Chapelle de la Trinité                                      | Cléguérec                      | Morbihan             | Bretagne                   | inscrit    | « PA00091159 », notice no PA00091159 | 48° 07′ 11″ nord, 3° 05′ 27″ ouest  |                   |
| Chapelle Saint-Clément                                      | Elven                          | Morbihan             | Bretagne                   | inscrit    | « PA00091176 », notice no PA00091176 | 47° 42′ 14″ nord, 2° 35′ 49″ ouest  |                   |
| Chapelle Neuve                                              | Langonnet                      | Morbihan             | Bretagne                   | inscrit    | « PA00091335 », notice no PA00091335 | 48° 06′ 05″ nord, 3° 30′ 59″ ouest  |                   |
| Château de Malleville                                       | Ploërmel                       | Morbihan             | Bretagne                   | inscrit    | « PA00091497 », notice no PA00091497 | 47° 55′ 28″ nord, 2° 22′ 39″ ouest  |                   |
| Chapelle Notre-Dame-du-Cloître                              | Quistinic                      | Morbihan             | Bretagne                   | inscrit    | « PA00091626 », notice no PA00091626 | 47° 55′ 56″ nord, 3° 06′ 59″ ouest  |                   |
| Camp protohistorique de Kastel-Ker-Nevé                     | Saint-Avé                      | Morbihan             | Bretagne                   | classé     | « PA00091659 », notice no PA00091659 | 47° 42′ 36″ nord, 2° 43′ 20″ ouest  |                   |
| Chapelle Sainte-Hélène                                      | Surzur                         | Morbihan             | Bretagne                   | inscrit    | « PA00091749 », notice no PA00091749 | 47° 34′ 19″ nord, 2° 37′ 34″ ouest  |                   |
| Chapelle du Petit-Saint-Jean                                | Metz                           | Moselle              | Grand Est                  | inscrit    | « PA00106820 », notice no PA00106820 | 49° 07′ 26″ nord, 6° 10′ 34″ est    |                   |
| Église des Trinitaires                                      | Metz                           | Moselle              | Grand Est                  | classé     | « PA00106836 », notice no PA00106836 | 49° 07′ 14″ nord, 6° 10′ 45″ est    |                   |
| Église Saint-Omer de Brouckerque                            | Brouckerque                    | Nord                 | Hauts-de-France            | classé     | « PA00107389 », notice no PA00107389 | 50° 57′ 14″ nord, 2° 17′ 36″ est    |                   |
| Maison                                                      | Douai                          | Nord                 | Hauts-de-France            | inscrit    | « PA00107473 », notice no PA00107473 | 50° 22′ 08″ nord, 3° 04′ 39″ est    |                   |
| Château de Rieulay                                          | Rieulay                        | Nord                 | Hauts-de-France            | inscrit    | « PA00107785 », notice no PA00107785 | 50° 22′ 45″ nord, 3° 15′ 12″ est    |                   |
| Château et temple protestant de Courtomer                   | Courtomer                      | Orne                 | Normandie                  | inscrit    | « PA00110787 », notice no PA00110787 | 48° 38′ 05″ nord, 0° 21′ 00″ est    |                   |
| Prieuré de Chênegallon                                      | Eperrais                       | Orne                 | Normandie                  | inscrit    | « PA00110799 », notice no PA00110799 | 48° 24′ 11″ nord, 0° 31′ 22″ est    |                   |
| Château de Lignou                                           | Lignou                         | Orne                 | Normandie                  | inscrit    | « PA00110834 », notice no PA00110834 | 48° 40′ 23″ nord, 0° 20′ 11″ ouest  |                   |
| Table au Diable                                             | Passais                        | Orne                 | Normandie                  | classé     | « PA00110882 », notice no PA00110882 | 48° 30′ 43″ nord, 0° 46′ 17″ ouest  |                   |
| Manoir de la Tarainière                                     | Préaux-du-Perche               | Orne                 | Normandie                  | classé     | « PA00110893 », notice no PA00110893 | 48° 18′ 34″ nord, 0° 40′ 43″ est    |                   |
| Château de Voré                                             | Rémalard                       | Orne                 | Normandie                  | classé     | « PA00110897 », notice no PA00110897 | 48° 26′ 41″ nord, 0° 47′ 49″ est    |                   |
| Couvent des Bénédictines du Bon-Secours                     | 11e arrondissement de Paris    | Paris                | Île-de-France              | inscrit    | « PA00086532 », notice no PA00086532 | 48° 51′ 17″ nord, 2° 23′ 02″ est    |                   |
| Caserne des Gardes Françaises                               | 5e arrondissement de Paris     | Paris                | Île-de-France              | inscrit    | « PA00088400 », notice no PA00088400 | 48° 50′ 38″ nord, 2° 20′ 54″ est    |                   |
| Église des Récollets de Béthune                             | Béthune                        | Pas-de-Calais        | Hauts-de-France            | inscrit    | « PA00108202 », notice no PA00108202 | 50° 31′ 44″ nord, 2° 38′ 18″ est    |                   |
| Château de Neulette                                         | Neulette                       | Pas-de-Calais        | Hauts-de-France            | inscrit    | « PA00108365 », notice no PA00108365 | 50° 22′ 57″ nord, 2° 09′ 54″ est    |                   |
| Maison                                                      | Besse-et-Saint-Anastaise       | Puy-de-Dôme          | Auvergne-Rhône-Alpes       | inscrit    | « PA00091900 », notice no PA00091900 | 45° 30′ 43″ nord, 2° 55′ 57″ est    |                   |
| Église Saint-Pardoux de La Celle                            | La Celle                       | Puy-de-Dôme          | Auvergne-Rhône-Alpes       | inscrit    | « PA00091931 », notice no PA00091931 | 45° 51′ 15″ nord, 2° 28′ 36″ est    |                   |
| Tour aux Chausses                                           | Pontgibaud                     | Puy-de-Dôme          | Auvergne-Rhône-Alpes       | inscrit    | « PA00092251 », notice no PA00092251 | 45° 49′ 56″ nord, 2° 51′ 02″ est    |                   |
| Immeuble                                                    | Riom                           | Puy-de-Dôme          | Auvergne-Rhône-Alpes       | inscrit    | « PA00092308 », notice no PA00092308 | 45° 53′ 36″ nord, 3° 06′ 36″ est    |                   |
| Château de Saint-Quintin                                    | Saint-Quintin-sur-Sioule       | Puy-de-Dôme          | Auvergne-Rhône-Alpes       | inscrit    | « PA00092384 », notice no PA00092384 | 46° 06′ 08″ nord, 3° 04′ 01″ est    |                   |
| Maison                                                      | Sauxillanges                   | Puy-de-Dôme          | Auvergne-Rhône-Alpes       | inscrit    | « PA00092419 », notice no PA00092419 | 45° 33′ 08″ nord, 3° 22′ 25″ est    |                   |
| Maison                                                      | Sauxillanges                   | Puy-de-Dôme          | Auvergne-Rhône-Alpes       | inscrit    | « PA00092418 », notice no PA00092418 | 45° 33′ 08″ nord, 3° 22′ 24″ est    |                   |
| Église Saint-Martin d'Ahetze                                | Ahetze                         | Pyrénées-Atlantiques | Nouvelle-Aquitaine         | inscrit    | « PA00084305 », notice no PA00084305 | 43° 24′ 21″ nord, 1° 34′ 17″ ouest  |                   |
| Église Saint-Michel de Castéra                              | Castéra-Loubix                 | Pyrénées-Atlantiques | Nouvelle-Aquitaine         | classé     | « PA00084371 », notice no PA00084371 | 43° 24′ 08″ nord, 0° 02′ 00″ ouest  |                   |
| Manoir de Moncayolle-Larrory-Mendibieu                      | Moncayolle-Larrory-Mendibieu   | Pyrénées-Atlantiques | Nouvelle-Aquitaine         | inscrit    | « PA00084449 », notice no PA00084449 | 43° 15′ 56″ nord, 0° 51′ 03″ ouest  |                   |
| Hôtel de La Belle Hôtesse                                   | Orthez                         | Pyrénées-Atlantiques | Nouvelle-Aquitaine         | inscrit    | « PA00084474 », notice no PA00084474 | 43° 29′ 17″ nord, 0° 46′ 21″ ouest  |                   |
| Abbaye de Sauvelade                                         | Sauvelade                      | Pyrénées-Atlantiques | Nouvelle-Aquitaine         | inscrit    | « PA00084523 », notice no PA00084523 | 43° 23′ 43″ nord, 0° 42′ 24″ ouest  |                   |
| Croix de chemin de Jaureguia                                | Suhescun                       | Pyrénées-Atlantiques | Nouvelle-Aquitaine         | inscrit    | « PA00084532 », notice no PA00084532 | 43° 14′ 04″ nord, 1° 12′ 02″ ouest  |                   |
| Église Notre-Dame des Escaliers de Marcevol                 | Arboussols                     | Pyrénées-Orientales  | Occitanie                  | inscrit    | « PA00103950 », notice no PA00103950 | 42° 39′ 49″ nord, 2° 29′ 07″ est    |                   |
| Église Saint-André de Catllar                               | Catllar                        | Pyrénées-Orientales  | Occitanie                  | inscrit    | « PA00103983 », notice no PA00103983 | 42° 38′ 03″ nord, 2° 25′ 23″ est    |                   |
| Château des comtes de Conflent-Cerdagne                     | Corneilla-de-Conflent          | Pyrénées-Orientales  | Occitanie                  | inscrit    | « PA00104006 », notice no PA00104006 | 42° 34′ 00″ nord, 2° 22′ 52″ est    |                   |
| Église Saint-Martin de Pollestres                           | Pollestres                     | Pyrénées-Orientales  | Occitanie                  | inscrit    | « PA00104093 », notice no PA00104093 | 42° 38′ 15″ nord, 2° 52′ 05″ est    |                   |
| Église de Saint-Michel-de-Llotes                            | Saint-Michel-de-Llotes         | Pyrénées-Orientales  | Occitanie                  | inscrit    | « PA00104125 », notice no PA00104125 | 42° 38′ 45″ nord, 2° 37′ 26″ est    |                   |
| Église Saint-Laurent d'Arsa                                 | Sournia                        | Pyrénées-Orientales  | Occitanie                  | classé     | « PA00104134 », notice no PA00104134 | 42° 42′ 56″ nord, 2° 23′ 41″ est    |                   |
| Pavillon de Cornevent                                       | Vernaison                      | Rhône                | Auvergne-Rhône-Alpes       | inscrit    | « PA00118088 », notice no PA00118088 | 45° 38′ 24″ nord, 4° 48′ 27″ est    |                   |
| Hôtel d'Éguilly                                             | Autun                          | Saône-et-Loire       | Bourgogne-Franche-Comté    | inscrit    | « PA00113081 », notice no PA00113081 | 46° 56′ 42″ nord, 4° 17′ 52″ est    |                   |
| Camp retranché à éperon barré de Bussières                  | Bussières                      | Saône-et-Loire       | Bourgogne-Franche-Comté    | classé     | « PA00113141 », notice no PA00113141 | 46° 20′ 37″ nord, 4° 42′ 28″ est    |                   |
| Château de Lavault                                          | Neuvy-Grandchamp               | Saône-et-Loire       | Bourgogne-Franche-Comté    | inscrit    | « PA00113377 », notice no PA00113377 | 46° 37′ 02″ nord, 3° 56′ 29″ est    |                   |
| Église Saint-Christophe du Puley                            | Le Puley                       | Saône-et-Loire       | Bourgogne-Franche-Comté    | classé     | « PA00113395 », notice no PA00113395 | 46° 40′ 45″ nord, 4° 33′ 58″ est    |                   |
| Carrière de sculptures gallo-romaines                       | Saint-Boil                     | Saône-et-Loire       | Bourgogne-Franche-Comté    | classé     | « PA00113420 », notice no PA00113420 | 46° 39′ 08″ nord, 4° 40′ 53″ est    |                   |
| Église Saint-Laurent de Challes                             | Challes                        | Sarthe               | Pays de la Loire           | inscrit    | « PA00109699 », notice no PA00109699 | 47° 55′ 50″ nord, 0° 24′ 47″ est    |                   |
| Abbaye d'Étival-en-Charnie                                  | Chemiré-en-Charnie             | Sarthe               | Pays de la Loire           | inscrit    | « PA00109711 », notice no PA00109711 | 48° 03′ 15″ nord, 0° 13′ 35″ ouest  |                   |
| Château de Bellefille                                       | Chemiré-le-Gaudin              | Sarthe               | Pays de la Loire           | inscrit    | « PA00109712 », notice no PA00109712 | 47° 56′ 15″ nord, 0° 01′ 03″ ouest  |                   |
| Église Saint-Jean-Baptiste de Courtillers                   | Courtillers                    | Sarthe               | Pays de la Loire           | inscrit    | « PA00109731 », notice no PA00109731 | 47° 47′ 59″ nord, 0° 18′ 09″ ouest  |                   |
| Halles de La Ferté-Bernard                                  | La Ferté-Bernard               | Sarthe               | Pays de la Loire           | inscrit    | « PA00109753 », notice no PA00109753 | 48° 11′ 07″ nord, 0° 39′ 14″ est    |                   |
| Église Saint-Martin de Lombron                              | Lombron                        | Sarthe               | Pays de la Loire           | inscrit    | « PA00109778 », notice no PA00109778 | 48° 04′ 44″ nord, 0° 25′ 05″ est    |                   |
| Pavillon de Malidor                                         | Le Lude                        | Sarthe               | Pays de la Loire           | inscrit    | « PA00109790 », notice no PA00109790 | 47° 38′ 52″ nord, 0° 10′ 30″ est    |                   |
| Halle aux grains de Mamers                                  | Mamers                         | Sarthe               | Pays de la Loire           | inscrit    | « PA00109796 », notice no PA00109796 | 48° 21′ 01″ nord, 0° 22′ 12″ est    |                   |
| Église Notre-Dame de Saussay                                | Montfort-le-Gesnois            | Sarthe               | Pays de la Loire           | inscrit    | « PA00109883 », notice no PA00109883 | 48° 03′ 56″ nord, 0° 23′ 21″ est    |                   |
| Abbaye de l'Épau                                            | Yvré-l'Évêque                  | Sarthe               | Pays de la Loire           | classé     | « PA00109991 », notice no PA00109991 | 47° 59′ 29″ nord, 0° 14′ 32″ est    |                   |
| Dolmen de la Roche aux Loups                                | Buthiers                       | Seine-et-Marne       | Île-de-France              | classé     | « PA00086844 », notice no PA00086844 | 48° 16′ 35″ nord, 2° 27′ 33″ est    |                   |
| Église Saint-Martin de Mitry-Mory                           | Mitry-Mory                     | Seine-et-Marne       | Île-de-France              | classé     | « PA00087105 », notice no PA00087105 | 48° 59′ 05″ nord, 2° 37′ 10″ est    |                   |
| Manoir d'Estoutteville                                      | Les Loges                      | Seine-Maritime       | Normandie                  | inscrit    | « PA00100736 », notice no PA00100736 | 49° 41′ 54″ nord, 0° 16′ 53″ est    |                   |
| Église Notre-Dame de Bettencourt-Rivière                    | Bettencourt-Rivière            | Somme                | Hauts-de-France            | inscrit    | « PA00116099 », notice no PA00116099 | 49° 59′ 35″ nord, 1° 59′ 00″ est    |                   |
| Chapelle Madame                                             | Mailly-Maillet                 | Somme                | Hauts-de-France            | classé     | « PA00116196 », notice no PA00116196 | 50° 04′ 26″ nord, 2° 36′ 26″ est    |                   |
| Château de Marieux                                          | Marieux                        | Somme                | Hauts-de-France            | classé     | « PA00116199 », notice no PA00116199 | 50° 06′ 28″ nord, 2° 26′ 30″ est    |                   |
| Château de Boufflers                                        | Remiencourt                    | Somme                | Hauts-de-France            | inscrit    | « PA00116228 », notice no PA00116228 | 49° 47′ 12″ nord, 2° 23′ 01″ est    |                   |
| Immeuble                                                    | Albi                           | Tarn                 | Occitanie                  | inscrit    | « PA00095462 », notice no PA00095462 | 43° 55′ 38″ nord, 2° 08′ 48″ est    |                   |
| Tour des Cordeliers                                         | Castres                        | Tarn                 | Occitanie                  | inscrit    | « PA00095520 », notice no PA00095520 | 43° 36′ 28″ nord, 2° 14′ 20″ est    |                   |
| Immeuble                                                    | Cordes-sur-Ciel                | Tarn                 | Occitanie                  | inscrit    | « PA00095532 », notice no PA00095532 | 44° 03′ 48″ nord, 1° 57′ 10″ est    |                   |
| Château de Lamotte-Bardigues                                | Bardigues                      | Tarn-et-Garonne      | Occitanie                  | classé     | « PA00095704 », notice no PA00095704 | 44° 02′ 25″ nord, 0° 53′ 03″ est    |                   |
| Château de Gramont                                          | Gramont                        | Tarn-et-Garonne      | Occitanie                  | classé     | « PA00095754 », notice no PA00095754 | 43° 56′ 14″ nord, 0° 45′ 58″ est    |                   |
| Maison natale du chevalier de Lamothe-Cadillac              | Saint-Nicolas-de-la-Grave      | Tarn-et-Garonne      | Occitanie                  | inscrit    | « PA00095884 », notice no PA00095884 | 44° 03′ 51″ nord, 1° 01′ 18″ est    |                   |
| Pigeonnier d'Orgemont                                       | Gonesse                        | Val-d'Oise           | Île-de-France              | inscrit    | « PA00080074 », notice no PA00080074 | 48° 59′ 05″ nord, 2° 26′ 31″ est    |                   |
| Maison natale d'Eugène Delacroix                            | Saint-Maurice                  | Val-de-Marne         | Île-de-France              | inscrit    | « PA00079905 », notice no PA00079905 | 48° 49′ 06″ nord, 2° 25′ 16″ est    |                   |
| Prieuré de Valmogne                                         | Baudinard-sur-Verdon           | Var                  | Provence-Alpes-Côte d'Azur | inscrit    | « PA00081539 », notice no PA00081539 | 43° 43′ 13″ nord, 6° 06′ 53″ est    |                   |
| Église Saint-Trophyme de Bormes-les-Mimosas                 | Bormes-les-Mimosas             | Var                  | Provence-Alpes-Côte d'Azur | inscrit    | « PA00081547 », notice no PA00081547 | 43° 09′ 07″ nord, 6° 20′ 33″ est    |                   |
| Tour sarrasine                                              | Châteaudouble                  | Var                  | Provence-Alpes-Côte d'Azur | inscrit    | « PA00081577 », notice no PA00081577 | 43° 35′ 46″ nord, 6° 27′ 09″ est    |                   |
| Statue                                                      | Toulon                         | Var                  | Provence-Alpes-Côte d'Azur | inscrit    | « PA00081758 », notice no PA00081758 | 43° 07′ 49″ nord, 5° 55′ 10″ est    |                   |
| Château de l'Hers                                           | Châteauneuf-du-Pape            | Vaucluse             | Provence-Alpes-Côte d'Azur | inscrit    | « PA00082029 », notice no PA00082029 | 44° 03′ 15″ nord, 4° 47′ 30″ est    |                   |
| Église Saint-Pierre-aux-Liens de Lapalud                    | Lapalud                        | Vaucluse             | Provence-Alpes-Côte d'Azur | inscrit    | « PA00082060 », notice no PA00082060 | 44° 18′ 18″ nord, 4° 41′ 11″ est    |                   |
| Église Saint-Didier de Saint-Didier                         | Saint-Didier                   | Vaucluse             | Provence-Alpes-Côte d'Azur | inscrit    | « PA00082147 », notice no PA00082147 | 44° 00′ 17″ nord, 5° 06′ 38″ est    |                   |
| Église Saint-Pierre-et-Saint-Paul de Sarrians               | Sarrians                       | Vaucluse             | Provence-Alpes-Côte d'Azur | inscrit    | « PA00082158 », notice no PA00082158 | 44° 05′ 00″ nord, 4° 58′ 19″ est    |                   |
| Église Saint-Trophime de Saumane-de-Vaucluse                | Saumane-de-Vaucluse            | Vaucluse             | Provence-Alpes-Côte d'Azur | inscrit    | « PA00082163 », notice no PA00082163 | 43° 56′ 05″ nord, 5° 06′ 20″ est    |                   |
| Abbaye de Saint-Michel-en-l'Herm                            | Saint-Michel-en-l'Herm         | Vendée               | Pays de la Loire           | classé     | « PA00110256 », notice no PA00110256 | 46° 21′ 08″ nord, 1° 14′ 56″ ouest  |                   |
| Manoir de Château-Larcher                                   | Château-Larcher                | Vienne               | Nouvelle-Aquitaine         | inscrit    | « PA00105396 », notice no PA00105396 | 46° 25′ 05″ nord, 0° 18′ 56″ est    |                   |
| Église Saint-Romain de Châtellerault                        | Châtellerault                  | Vienne               | Nouvelle-Aquitaine         | inscrit    | « PA00105400 », notice no PA00105400 | 46° 49′ 08″ nord, 0° 32′ 33″ est    |                   |
| Église Saint-Paixent d'L'Isle-Jourdain                      | L'Isle-Jourdain                | Vienne               | Nouvelle-Aquitaine         | inscrit    | « PA00105468 », notice no PA00105468 | 46° 13′ 58″ nord, 0° 41′ 48″ est    |                   |
| Château de Vaucour                                          | Leignes-sur-Fontaine           | Vienne               | Nouvelle-Aquitaine         | inscrit    | « PA00105488 », notice no PA00105488 | 46° 31′ 36″ nord, 0° 44′ 59″ est    |                   |
| Portail                                                     | Loudun                         | Vienne               | Nouvelle-Aquitaine         | inscrit    | « PA00105507 », notice no PA00105507 | 47° 00′ 43″ nord, 0° 04′ 43″ est    |                   |
| Hôtel de Moussac                                            | Montmorillon                   | Vienne               | Nouvelle-Aquitaine         | classé     | « PA00105549 », notice no PA00105549 | 46° 25′ 32″ nord, 0° 52′ 18″ est    |                   |
| Château de la Tour-de-Naintré                               | Naintré                        | Vienne               | Nouvelle-Aquitaine         | inscrit    | « PA00105561 », notice no PA00105561 | 46° 46′ 14″ nord, 0° 27′ 59″ est    |                   |
| Château de Prunier                                          | Pindray                        | Vienne               | Nouvelle-Aquitaine         | inscrit    | « PA00105579 », notice no PA00105579 | 46° 27′ 56″ nord, 0° 51′ 18″ est    |                   |
| Chapelle Sainte-Croix (cellule de Sainte-Radegonde)         | Poitiers                       | Vienne               | Nouvelle-Aquitaine         | inscrit    | « PA00105588 », notice no PA00105588 | 46° 34′ 45″ nord, 0° 21′ 02″ est    |                   |
| Église Saint-Martin de Pouillé                              | Pouillé                        | Vienne               | Nouvelle-Aquitaine         | inscrit    | « PA00105659 », notice no PA00105659 | 46° 32′ 10″ nord, 0° 34′ 34″ est    |                   |
| Vestiges gallo-romains de Mazamas                           | Saint-Léomer                   | Vienne               | Nouvelle-Aquitaine         | classé     | « PA00105699 », notice no PA00105699 | 46° 23′ 57″ nord, 0° 58′ 21″ est    |                   |
| Pigeonnier de Vendeuvre-du-Poitou                           | Vendeuvre-du-Poitou            | Vienne               | Nouvelle-Aquitaine         | inscrit    | « PA00105763 », notice no PA00105763 | 46° 42′ 41″ nord, 0° 17′ 06″ est    |                   |
| Manoir de Jorigny                                           | Vivonne                        | Vienne               | Nouvelle-Aquitaine         | inscrit    | « PA00105780 », notice no PA00105780 | 46° 25′ 03″ nord, 0° 15′ 26″ est    |                   |
| Château de Lichecourt                                       | Relanges                       | Vosges               | Grand Est                  | inscrit    | « PA00107251 », notice no PA00107251 | 48° 05′ 53″ nord, 5° 59′ 57″ est    |                   |
| Château du Fey                                              | Villecien                      | Yonne                | Bourgogne-Franche-Comté    | inscrit    | « PA00113939 », notice no PA00113939 | 48° 00′ 50″ nord, 3° 19′ 49″ est    |                   |
| Château de Breteuil                                         | Choisel                        | Yvelines             | Île-de-France              | classé     | « PA00087406 », notice no PA00087406 | 48° 40′ 49″ nord, 2° 01′ 23″ est    |                   |
| Hospice Saint-Charles                                       | Rosny-sur-Seine                | Yvelines             | Île-de-France              | classé     | « PA00087593 », notice no PA00087593 | 49° 00′ 03″ nord, 1° 38′ 10″ est    |                   |
| Château de Thoiry                                           | Thoiry                         | Yvelines             | Île-de-France              | inscrit    | « PA00087655 », notice no PA00087655 | 48° 51′ 50″ nord, 1° 47′ 46″ est    |                   |
| Hôtel                                                       | Versailles                     | Yvelines             | Île-de-France              | inscrit    | « PA00087701 », notice no PA00087701 | 48° 48′ 16″ nord, 2° 08′ 57″ est    |                   |